# Czerniatyn (gmina)
Czerniatyn – dawna gmina wiejska w powiecie horodeńskim województwa stanisławowskiego II Rzeczypospolitej. Siedzibą gminy był Czerniatyn.
Gminę utworzono 1 sierpnia 1934 r. w ramach reformy na podstawie ustawy scaleniowej z dotychczasowych gmin wiejskich: Czerniatyn, Głuszków, Okno, Targowica, Toporowce i Wierzbowce.
Po wojnie obszar gminy Czerniatyn został odłączony od Polski i włączony do Ukraińskiej SRR.